# Vámos György (táncos)
Vámos György (Budapest, 1946. november 21. –) magyar táncos, koreográfus.

## Pályafutása
Az Állami Balettintézetben végezte tanulmányait 1958 és 1967 között. 1967–től 1972-ig az Operaháznak volt a tagja, majd 1972–től 1985-ig a müncheni Operaházban lépett fel szólistaként. Ezután három évig vezető koreográfusa volt a Dortmundi Balettnak, majd 1988-tól a Bonni Balett igazgatója lett. 1991-től elvállalta a Baseli Balett vezetését is. 
2010 óta mint vendégkoreográfus tanítja be műveit Európa országaiban. 
Mint előadóművészt kiváló technika és szuggesztivitás jellemzi, koreográfusi minőségben nemzetközi szinten is nagy sikert aratott a táncdrámák komponálásában. Egyfelvonásos munkáiból a Győri és a Szegedi Balett is átvett egyet-egyet. Az "Arte" kiadásában megjelent "20. század tánctörténete egy kötetben" című könyv szerint Youri Vámos "a jelenkor talán legjobb koreográfiai elbeszélője".
Tartós munkahelyei mint szólótáncos (1967-72) Budapest, München, később mint balettigazgató (1984-2010:  Dortmund, Bonn, Basel, Düsseldorf/Duisburg.
Mint meghívott vendégművész működik és bemutatta műveit: Magyarországon, Németországban, Franciaországban, Olaszországban, Ausztráliában, Finnországban, Spanyolországban, Portugáliában, Oroszországban, Kínában, Japánban, Csehországban, Szlovéniában, Szlovákiában, Horvátországban és Lengyelországban.

## Fontosabb koreográfiai
- A Montmartre Coppeliája / Dlelibes
- Lucidor és Arabella / Glasunow
- Shannon Rose / Sibelius
- Romeo és Júlia / Prokofiev
- Hattyúk tava / Csajkovszkij
- Vörös és Fekete / Sir Edward Elgar
- Diótörő, egy karácsonyi monda / Csajkovszkij
- Bartók Baletten / Bartók
- Anasztázia, a Cár utolsó lánya / Csajkovszkij
- SzentIván-éji álmok / Mendelssohn
- Hamupipőke / Prokofiev
- Az Otelló ügy / L. Janacek
- A Toledói Zsidó Lány / Hans Pfitzner, Irmin Smidth
- Carmina Burana / Carl Orff
- Spartacus / Hacsaturján